# Mikroregion Anápolis
Die Mikroregion Anápolis war eine durch das IBGE (Instituto Brasileiro de Geografia e Estatística) ausschließlich für interne geostatistische Zwecke festgelegte Region im brasilianischen Bundesstaates Goiás. Sie gehörte zur Mesoregion Zentral-Goiás und umfasste 20 Gemeinden. Mikro- und Mesoregionen gehören nicht zur Verwaltungsgliederung. Sie bestanden von 1989 bis 2017 und wurden durch eine andere geostatistische Einteilung abgelöst.

## Geographische Lage
Die Mikroregion Anápolis grenzt an die Mikroregionen (Mesoregionen):
- Im Norden an Mikroregion Ceres (Zentral-Goiás)
- Im Osten an Entorno de Brasília (Ost-Goiás)
- Im Südosten an Pires do Rio (Süd-Goiás)
- Im Süden an Goiânia (Zentral-Goiás)
- Im Südwesten an Anicuns (Zentral-Goiás)
- Im Nordwesten an Rio Vermelho (Nordwest-Goiás)

## Gemeinden in der Mikroregion Anápolis
| Gemeinde               | Lage                            | Fläche (km²) | Einwohner (2010) | BIP in 2003 (R$ 1.000,00) |
| ---------------------- | ------------------------------- | ------------ | ---------------- | ------------------------- |
| Anápolis               | Lage von Anápolis in Goiás      | 918,375      | 335.032          |                           |
| Araçu                  | Lage von Araçu in Goiás         | 153,599      | 3.785            |                           |
| Brazabrantes           | Lage von Brazabrantes in Goiás  | 123,548      | 3.240            |                           |
| Campo Limpo de Goiás   | Lage von Campo Limpo de Goiás   | 156,202      | 6.270            |                           |
| Caturaí                | Lage von Caturaí in Goiás       | 207,154      | 4.670            |                           |
| Damolândia             | Lage von Damolândia in Goiás    | 84,632       | 2.747            |                           |
| Heitoraí               | Lage von Heitoraí in Goiás      | 229,666      | 3.568            |                           |
| Inhumas                | Lage von Inhumas in Goiás       | 613,349      | 48.212           |                           |
| Itaberaí               | Lage von Itaberaí in Goiás      | 1.471        | 35.412           |                           |
| Itaguari               | Lage von Itaguari in Goiás      | 135,525      | 4.505            |                           |
| Itaguaru               | Lage von Itaguaru in Goiás      | 239,936      | 5.429            |                           |
| Itauçu                 | Lage von Itauçu in Goiás        | 383,682      | 8.549            |                           |
| Jaraguá                | Lage von Jaraguá in Goiás       | 1.888,938    | 41.888           |                           |
| Jesúpolis              | Lage von Jesúpolis in Goiás     | 120,919      | 2.293            |                           |
| Nova Veneza            | Lage von Nova Veneza in Goiás   | 123,376      | 8.129            |                           |
| Ouro Verde de Goiás    | Lage von Ouro Verde de Goiás    | 209,679      | 4.040            |                           |
| Petrolina de Goiás     | Lage von Petrolina de Goiás     | 540,451      | 10.285           |                           |
| Santa Rosa de Goiás    | Lage von Santa Rosa de Goiás    | 170,970      | 2.905            |                           |
| São Francisco de Goiás | Lage von São Francisco de Goiás | 339,368      | 6.117            |                           |
| Taquaral de Goiás      | Lage von Taquaral de Goiás      | 201,392      | 3.540            |                           |